# Мидвеј
Мидвеј (познат и као Острво Мидвеј или Мидвејска острва, хавајски: Pihemanu) је атол површине 6,2 km² који се налази у Северном Пацифику (близу северозападне стране Хавајског архипелага) на 28°13′СГШ 177°22′ЗГД, на око трећини пута између Хонолулуа и Токија.
Налази се око 150 mi (240 km) источно од Међународне датумске границе, односно 2.800 миља западно од Сан Франциска и 2.200 миља источно од Јапана. Састоји се од прстенастог коралног гребена и неколико пешчаних острва. Два најважнија комада земље, Сенд Ајланд и Истерн Ајланд, служе као станишта хиљадама морских птица.
Мидвеј, који нема домородачког становништва, је неукључена територија Сједињених Држава, службено одређена као острвско подручје под надлежношћу Секретаријата унутрашњих послова. Представља Национални природни резерват којим управља Служба за рибарство и дивљач. Програм за посетиоце је укинут у јануару 2002. и тренутно не постоји инфраструктура за примање посета. Посетиоци који располажу личним превозом, могу се ради посете обратити управи резервата. Економска активност потиче искључиво из владиних извора. Сва храна и роба морају бити увезене.
Мидвеј лежи на пола пута између Северне Америке и Азије. Такође се налази скоро на супротном делу света од енглеског Гринича.
Мидвеј је најпознатији као место на коме се 4. јуна 1942, за време Другог светског рата, одиграла битка код Мидвеја. У њој је Америчка ратна морнарица одбила јапански напад на острво и тиме означила прекретницу рата на пацифичком бојишту.